# Amt Udenesch
Das Amt Udenesch war ein von 1250 bzw. 1577 bis 1684 bestehender Verwaltungs- und Gerichtsbezirk im Kurfürstentum Trier mit Sitz auf Burg Esch bei Esch (bei Wittlich).

## Geschichte
Von 1157 bis 1577 bestand die Herrschaft Esch des Adelsgeschlechtes Esch. Sie bestand aus den Orten Esch, Sehlem, Dörbach, Salmrohr und Krames und den Vogteien in Dreis, Platten, Piesport und Neumagen und weiteren Gütern und Rechten in mehr als 70 Orten an der Mosel und im Hunsrück. Nach 1250 erfolgte eine Teilung der Herrschaft zwischen Kurtrier und Esch. Der trierische Teil wurde zum Amt Udenesch (Alten-Esch). 1577 starb das Adelsgeschlecht Esch im Mannesstamm aus. Die kinderlose Witwe des letzten Escher Herren verkaufte die Herrschaft für 1800 Goldgulden an Kurtrier, womit das Amt seine größte Ausdehnung erreichte.
Erzbischof Johann VI. (1556–1567) ordnete am 26. November 1556 mit Zustimmung der Landstände in Koblenz eine vierjährige Landsteuer an. Je 1000 Gulden Vermögen betrug die Steuer 3,5 Gulden. Am 20. Juli 1563 forderte er Berichte aller Ämter an, die über die Orte und die dortigen Steuerzahler Auskunft geben sollte. Im Amt Udenesch gab es danach 149 Feuerstellen in folgenden Orten:
| Ortschaft | Feuerstellen |
| --------- | ------------ |
| Esch      | 8            |
| Sehlem    | 18           |
| Salmrohr  | 33           |
| Neumagen  | 43           |
| Platten   | 47           |

1684 wurde das Amt Udenesch in das Amt Wittlich eingegliedert und hörte auf als selbstständige Einheit zu bestehen.